# Tornei di tennis maschili nel 1932
Prima della nascita della cosiddetta "Era Open" del tennis, ossia l'apertura ai tennisti professionisti dei tornei che prima di quell'anno erano riservati ai tennisti dilettanti. Nel 1933 i tornei si distinguevano in pro e amatoriali: ai primi potevano partecipare solo i giocatori professionisti, mentre ai secondi potevano partecipare solo i tennisti dilettanti. Tutti i tornei più importanti erano amatoriali tra questi c'erano i tornei del Grande Slam: gli Australian Championships, gli Internazionali di Francia, il Torneo di Wimbledon e gli U.S. National Championships.

## Calendario

### Legenda
| Tornei amatoriali       |
| Tornei professionistici |

### Gennaio
| Settimana  | Torneo                                                                             | Vincitore                                   | Finalista                  | Semifinalisti | Eliminati ai quarti |
| ---------- | ---------------------------------------------------------------------------------- | ------------------------------------------- | -------------------------- | ------------- | ------------------- |
| gennaio    | Western India Championships 1932 Bombay, India Singolare - Doppio                  | Hyotare Satoh 3-6 6-3 6-3                   | E. Vivian Bobb             |               |                     |
| gennaio    | Western India Championships 1932 Bombay, India Singolare - Doppio                  |                                             |                            |               |                     |
| 2 gennaio  | US Pro Indoor Championships 1932 New York, USA Singolare - Doppio                  | Vincent Richards 6-3 6-4 6-4                | Charles Wood               |               |                     |
| 2 gennaio  | US Pro Indoor Championships 1932 New York, USA Singolare - Doppio                  |                                             |                            |               |                     |
| 2 gennaio  | Beausite First Meeting 1932 Cannes, Francia Terra rossa Singolare - Doppio         | George Lyttleton Rogers 6-1 6-2 11-9        | Erik Worm                  |               |                     |
| 2 gennaio  | Beausite First Meeting 1932 Cannes, Francia Terra rossa Singolare - Doppio         |                                             |                            |               |                     |
| 3 gennaio  | Coupe de Noel 1932 Parigi, Francia Singolare - Doppio                              | Fred Perry 3-6 7-5 6-1 6-4                  | Jean Borotra               |               |                     |
| 3 gennaio  | Coupe de Noel 1932 Parigi, Francia Singolare - Doppio                              |                                             |                            |               |                     |
| 9 gennaio  | Eastern Pro Championships 1932 Filadelfia, USA Singolare - Doppio                  | Bill Tilden 4-6 8-10 6-3 8-6 6-1            | Hans Nüsslein              |               |                     |
| 9 gennaio  | Eastern Pro Championships 1932 Filadelfia, USA Singolare - Doppio                  | Bill Tilden Francis Hunter 4-6 7-5 9-7 6-0  | Hans Nüsslein Roman Najuch |               |                     |
| 10 gennaio | Bristol Cup 1932 Beaulieu-sur-Mer, Francia Singolare - Doppio                      | Karel Koželuh 6–1, 6–4, 1–6, 6–0            | Martin Plaa                |               |                     |
| 10 gennaio | Bristol Cup 1932 Beaulieu-sur-Mer, Francia Singolare - Doppio                      |                                             |                            |               |                     |
| 11 gennaio | Monegasque Championships 1932 Monte Carlo, Principato di Monaco Singolare - Doppio | George Lyttleton Rogers 6-4 2-6 9-7 6-2     | Max Ellmer                 |               |                     |
| 11 gennaio | Monegasque Championships 1932 Monte Carlo, Principato di Monaco Singolare - Doppio |                                             |                            |               |                     |
| 23 gennaio | Canadian Covered Court Championships 1932 Montréal, Canada Singolare - Doppio      | J.G. Hall 6-1 7-5 6-1                       | Richard Berkeley Bell      |               |                     |
| 23 gennaio | Canadian Covered Court Championships 1932 Montréal, Canada Singolare - Doppio      |                                             |                            |               |                     |
| 24 gennaio | New Courts Club Championships 1932 Cannes, Francia Singolare - Doppio              | George Lyttleton Rogers 5-7 6-3 6-4 5-7 6-3 | Emmanuel du Plaix          |               |                     |
| 24 gennaio | New Courts Club Championships 1932 Cannes, Francia Singolare - Doppio              |                                             |                            |               |                     |
| 25 gennaio | French Covered Court Championships 1932 Parigi, Francia Singolare - Doppio         | Jean Borotra 1-6 6-4 4-6 6-3 6-4            | Marcel Bernard             |               |                     |
| 25 gennaio | French Covered Court Championships 1932 Parigi, Francia Singolare - Doppio         |                                             |                            |               |                     |
| 31 gennaio | Gallia Club Championships 1932 Cannes, Francia Singolare - Doppio                  | Jacques Brugnon wakover                     | George Lyttleton Rogers    |               |                     |
| 31 gennaio | Gallia Club Championships 1932 Cannes, Francia Singolare - Doppio                  |                                             |                            |               |                     |

### Febbraio
| Settimana   | Torneo                                                                           | Vincitore                                   | Finalista                     | Semifinalisti                             | Eliminati ai quarti                                |
| ----------- | -------------------------------------------------------------------------------- | ------------------------------------------- | ----------------------------- | ----------------------------------------- | -------------------------------------------------- |
| febbraio    | Danish Covered Court Championships 1932 Copenaghen, Danimarca Singolare - Doppio | Einer Ulrich 6-3 3-6 6-4 6-4                | Daniel Prenn                  |                                           |                                                    |
| febbraio    | Danish Covered Court Championships 1932 Copenaghen, Danimarca Singolare - Doppio |                                             |                               |                                           |                                                    |
| 1º febbraio | German Covered Court Championships 1932 Brema, Germania Singolare - Doppio       | Pierre Henry Landry 6-4 6-2 7-5             | Curt M.A. Östberg             |                                           |                                                    |
| 1º febbraio | German Covered Court Championships 1932 Brema, Germania Singolare - Doppio       |                                             |                               |                                           |                                                    |
| 6 febbraio  | Metropolitan Indoor 1932 New York, USA Singolare - Doppio                        | Eugene McCauliff 8-6 6-2 6-2                | Burns                         |                                           |                                                    |
| 6 febbraio  | Metropolitan Indoor 1932 New York, USA Singolare - Doppio                        |                                             |                               |                                           |                                                    |
| 7 febbraio  | Carlton Club Championships 1932 Cannes, Francia Singolare - Doppio               | George Lyttleton Rogers 6-1 8-6 9-7         | Jacques Brugnon               |                                           |                                                    |
| 7 febbraio  | Carlton Club Championships 1932 Cannes, Francia Singolare - Doppio               |                                             |                               |                                           |                                                    |
| 8 febbraio  | South of France Championships 1932 Nizza, Francia Singolare - Doppio             | Jacques Brugnon 6-2 3-6 2-6 6-3 6-2         | George Lyttleton Rogers       |                                           |                                                    |
| 8 febbraio  | South of France Championships 1932 Nizza, Francia Singolare - Doppio             |                                             |                               |                                           |                                                    |
| 8 febbraio  | Egyptian International Championships 1932 Il Cairo, Egitto Singolare - Doppio    | Giorgio De Stefani 8-6 6-3                  | Placido Gaslini               |                                           |                                                    |
| 8 febbraio  | Egyptian International Championships 1932 Il Cairo, Egitto Singolare - Doppio    |                                             |                               |                                           |                                                    |
| 13 febbraio | Australian Championships 1932 Adelaide, Australia Singolare - Doppio             | Harry Hopman 4-6 6-3 3-6 6-3 6-1            | Jack Crawford                 |                                           |                                                    |
| 13 febbraio | Australian Championships 1932 Adelaide, Australia Singolare - Doppio             | Jack Crawford Gar Moon 12-10, 6-3, 4-6, 6-4 | Harry Hopman Gerald Patterson |                                           |                                                    |
| 15 febbraio | Casino Heights Invitational 1932 New York, USA Singolare - Doppio                | Richard Berkeley Bell 6-2 6-2 8-6           | Gilbert Hall                  |                                           |                                                    |
| 15 febbraio | Casino Heights Invitational 1932 New York, USA Singolare - Doppio                |                                             |                               |                                           |                                                    |
| 20 febbraio | South Florida Championships 1932 Punta Gorda, USA Singolare - Doppio             | Julius Seligson                             | Gustavo Vollmer-Ravelo        |                                           |                                                    |
| 20 febbraio | South Florida Championships 1932 Punta Gorda, USA Singolare - Doppio             |                                             |                               |                                           |                                                    |
| 21 febbraio | Torneo di Beaulieu 1932 Beaulieu-sur-Mer, Francia Singolare - Doppio             | Enrique Maier 6-4 7-9 6-1 6-4               | Bela von Kehrling             | Emmanuel du Plaix George Lyttleton-Rogers | Ladislav Hecht Roland Journu Edmon Lotan Erik Worm |
| 21 febbraio | Torneo di Beaulieu 1932 Beaulieu-sur-Mer, Francia Singolare - Doppio             |                                             |                               |                                           |                                                    |
| 22 febbraio | Bermuda International Championships 1932 Hamilton, Bermuda Singolare - Doppio    | Fred Perry 4-6 6-1 6-2 6-4                  | Lee                           |                                           |                                                    |
| 22 febbraio | Bermuda International Championships 1932 Hamilton, Bermuda Singolare - Doppio    |                                             |                               |                                           |                                                    |
| 28 febbraio | Monte Carlo Cup 1932 Monte Carlo, Monte Carlo Singolare - Doppio                 | Roderick Menzel 6-4 7-5 6-2                 | George Lyttleton Rogers       |                                           |                                                    |
| 28 febbraio | Monte Carlo Cup 1932 Monte Carlo, Monte Carlo Singolare - Doppio                 |                                             |                               |                                           |                                                    |
| 28 febbraio | Pan American Tournament 1932 Miami Beach, USA Singolare - Doppio                 | Wilmer Allison 6-2 7-5 6-4                  | George Lott                   |                                           |                                                    |
| 28 febbraio | Pan American Tournament 1932 Miami Beach, USA Singolare - Doppio                 |                                             |                               |                                           |                                                    |
| 29 febbraio | Riviera Championships 1932 Mentone, Francia Singolare - Doppio                   | Roderick Menzel 6-3 6-0 4-6 6-4             | André Merlin                  |                                           |                                                    |
| 29 febbraio | Riviera Championships 1932 Mentone, Francia Singolare - Doppio                   |                                             |                               |                                           |                                                    |

### Marzo
| Settimana | Torneo                                                                                | Vincitore                                    | Finalista                 | Semifinalisti | Eliminati ai quarti |
| --------- | ------------------------------------------------------------------------------------- | -------------------------------------------- | ------------------------- | ------------- | ------------------- |
| Marzo     | New South Wales Hard Court Championships 1932 Dubbo, Australia Singolare - Doppio     | Vivian McGrath                               | non conosciuta (bandiera) |               |                     |
| Marzo     | New South Wales Hard Court Championships 1932 Dubbo, Australia Singolare - Doppio     |                                              |                           |               |                     |
| 7 marzo   | Nice Second Meeting 1932 Nizza, Francia Singolare - Doppio                            | Giorgio De Stefani 7-5 6-0 6-2               | Ignacy Tloczynski         |               |                     |
| 7 marzo   | Nice Second Meeting 1932 Nizza, Francia Singolare - Doppio                            |                                              |                           |               |                     |
| 7 marzo   | Cuban Championships 1932 L'Avana, Cuba Singolare - Doppio                             | George Lott 6-4 3-6 13-11 6-2                | Wilmer Allison            |               |                     |
| 7 marzo   | Cuban Championships 1932 L'Avana, Cuba Singolare - Doppio                             |                                              |                           |               |                     |
| 14 marzo  | Côte d'Azur Championships 1932 Cannes, Francia Singolare - Doppio                     | Ignacy Tloczynski walkover                   | Giorgio De Stefani        |               |                     |
| 14 marzo  | Côte d'Azur Championships 1932 Cannes, Francia Singolare - Doppio                     |                                              |                           |               |                     |
| 19 marzo  | US Indoors 1932 New York, USA Singolare - Doppio                                      | Gregory Mangin 10-8 2-6 6-4 6-3              | Francis Shields           |               |                     |
| 19 marzo  | US Indoors 1932 New York, USA Singolare - Doppio                                      |                                              |                           |               |                     |
| 20 marzo  | Huntington Invitational 1932 Pasadena, USA Singolare - Doppio                         | Chandler                                     | Ellsworth Vines           |               |                     |
| 20 marzo  | Huntington Invitational 1932 Pasadena, USA Singolare - Doppio                         |                                              |                           |               |                     |
| 21 marzo  | New South Wales Championships 1932 Sydney, Australia Singolare - Doppio               | Jack Crawford 6-2, 6-3, 8-6                  | W. B. Walker              |               |                     |
| 21 marzo  | New South Wales Championships 1932 Sydney, Australia Singolare - Doppio               |                                              |                           |               |                     |
| 21 marzo  | South Australian Championships 1932 Adelaide, Australia Singolare - Doppio            | Harry Hopman 6-2, 6-0, 6-3                   | Adrian Quist              |               |                     |
| 21 marzo  | South Australian Championships 1932 Adelaide, Australia Singolare - Doppio            |                                              |                           |               |                     |
| 23 marzo  | Southern Pro Championships 1932 Palm Beach, USA Singolare - Doppio                    | Paul Heston 6–1 6–1 6–3                      | James Kenny               |               |                     |
| 23 marzo  | Southern Pro Championships 1932 Palm Beach, USA Singolare - Doppio                    |                                              |                           |               |                     |
| 25 marzo  | Tally Ho! Hard Court Championships 1932 Birmingham, Gran Bretagna Singolare - Doppio  | Fred Perry 6-1 6-2                           | Harry G. Lee              |               |                     |
| 25 marzo  | Tally Ho! Hard Court Championships 1932 Birmingham, Gran Bretagna Singolare - Doppio  |                                              |                           |               |                     |
| 26 marzo  | Torneo di Alassio 1932 Alassio, Italia Singolare - Doppio                             | Bela von Kehrling 6-2 6-1 6-2                | George Lyttleton Rogers   |               |                     |
| 26 marzo  | Torneo di Alassio 1932 Alassio, Italia Singolare - Doppio                             |                                              |                           |               |                     |
| 27 marzo  | Cannes Championships 1932 Cannes, Francia Singolare - Doppio                          | George Lyttleton Rogers 2-6 6-4 1-6 8-6 9-7  | Louis Haensch             |               |                     |
| 27 marzo  | Cannes Championships 1932 Cannes, Francia Singolare - Doppio                          |                                              |                           |               |                     |
| 28 marzo  | Paddington Hard Court Championships 1932 Paddington, Gran Bretagna Singolare - Doppio | Iwao Aoki 6-4 3-6 6-4                        | Pat Hughes                |               |                     |
| 28 marzo  | Paddington Hard Court Championships 1932 Paddington, Gran Bretagna Singolare - Doppio |                                              |                           |               |                     |
| 28 marzo  | Hawaiian Championships 1932 Honolulu, USA Singolare - Doppio                          | Jack Crawford                                | Keith Gledhill            |               |                     |
| 28 marzo  | Hawaiian Championships 1932 Honolulu, USA Singolare - Doppio                          |                                              |                           |               |                     |
| 29 marzo  | South African Championships 1932 Johannesburg, Sudafrica Singolare - Doppio           | Robert Henry Maxwell Bertram 2-6 9-7 9-7 6-1 | Colin John James Robbins  |               |                     |
| 29 marzo  | South African Championships 1932 Johannesburg, Sudafrica Singolare - Doppio           |                                              |                           |               |                     |
| 29 marzo  | River Oaks International Tennis Tournament 1932 Houston, USA Singolare - Doppio       | Wilmer Allison 8-6 6-3 6-2                   | Jake Hess                 |               |                     |
| 29 marzo  | River Oaks International Tennis Tournament 1932 Houston, USA Singolare - Doppio       |                                              |                           |               |                     |

### Aprile
| Settimana | Torneo                                                                                | Vincitore                          | Finalista               | Semifinalisti | Eliminati ai quarti |
| --------- | ------------------------------------------------------------------------------------- | ---------------------------------- | ----------------------- | ------------- | ------------------- |
| aprile    | Tournoi de la Réserve De Saint-Cloud 1932 Parigi, Francia Singolare - Doppio          | Pierre Henry Landry 6-2 7-5        | Benny Berthet           |               |                     |
| aprile    | Tournoi de la Réserve De Saint-Cloud 1932 Parigi, Francia Singolare - Doppio          |                                    |                         |               |                     |
| aprile    | Campionato Partenopeo 1932 Napoli, Italia Singolare - Doppio                          | Giorgio De Stefani 7-5 8-6 9-7     | André Merlin            |               |                     |
| aprile    | Campionato Partenopeo 1932 Napoli, Italia Singolare - Doppio                          |                                    |                         |               |                     |
| 4 aprile  | Roehampton Hard Court Championships 1932 Roehampton, Gran Bretagna Singolare - Doppio | John Olliff 6-2 6-3                | David H. Williams       |               |                     |
| 4 aprile  | Roehampton Hard Court Championships 1932 Roehampton, Gran Bretagna Singolare - Doppio |                                    |                         |               |                     |
| 4 aprile  | Beausoleil Championships 1932 Monte Carlo, Monte Carlo Singolare - Doppio             | Benny Berthet 4-6 6-1 1-6 6-4 6-4  | George Lyttleton Rogers |               |                     |
| 4 aprile  | Beausoleil Championships 1932 Monte Carlo, Monte Carlo Singolare - Doppio             |                                    |                         |               |                     |
| 10 aprile | Tulane Club Championships 1932 New Orleans, USA Singolare - Doppio                    | Wilmer Allison 7-5 7-5 6-4         | Ellsworth Vines         |               |                     |
| 10 aprile | Tulane Club Championships 1932 New Orleans, USA Singolare - Doppio                    |                                    |                         |               |                     |
| 11 aprile | New Courts Club Easter Championships 1932 Cannes, Francia Singolare - Doppio          | Jiro Satoh 6-3 10-8 6-2            | Charles Aeschliman      |               |                     |
| 11 aprile | New Courts Club Easter Championships 1932 Cannes, Francia Singolare - Doppio          |                                    |                         |               |                     |
| 16 aprile | North & South Championships 1932 Pinehurst, USA Singolare - Doppio                    | Wilmer Allison 3-6 6-4 7-5 5-7 6-1 | Ellsworth Vines         |               |                     |
| 16 aprile | North & South Championships 1932 Pinehurst, USA Singolare - Doppio                    |                                    |                         |               |                     |
| 22 aprile | Mason & Dixon Trophy 1932 White Sulphur Springs, USA Singolare - Doppio               | Ellsworth Vines 6-4 6-1 6-4        | Wilmer Allison          |               |                     |
| 22 aprile | Mason & Dixon Trophy 1932 White Sulphur Springs, USA Singolare - Doppio               |                                    |                         |               |                     |
| 24 aprile | Greek Championships 1932 Atene, Grecia Singolare - Doppio                             | Jiro Satoh 6-2 6-3 6-3             | Jacques Grandguillot    |               |                     |
| 24 aprile | Greek Championships 1932 Atene, Grecia Singolare - Doppio                             |                                    |                         |               |                     |
| 25 aprile | Juan-les-Pins Spring Meeting 1932 Juan-les-Pins, Francia Singolare - Doppio           | Hyotare Satoh 6-4 4-6 6-1          | George Lyttleton Rogers |               |                     |
| 25 aprile | Juan-les-Pins Spring Meeting 1932 Juan-les-Pins, Francia Singolare - Doppio           |                                    |                         |               |                     |
| 30 aprile | British Hard Court Championships 1932 Bournemouth, Gran Bretagna Singolare - Doppio   | Fred Perry 4-6 7-9 6-3 6-0 6-2     | George Lyttleton Rogers |               |                     |
| 30 aprile | British Hard Court Championships 1932 Bournemouth, Gran Bretagna Singolare - Doppio   |                                    |                         |               |                     |

### Maggio
| Settimana | Torneo                                                                                | Vincitore                                 | Finalista                  | Semifinalisti | Eliminati ai quarti |
| --------- | ------------------------------------------------------------------------------------- | ----------------------------------------- | -------------------------- | ------------- | ------------------- |
| maggio    | Southern California Championships 1932 Los Angeles, USA Singolare - Doppio            | Lester Stoefen                            | non conosciuta (bandiera)  |               |                     |
| maggio    | Southern California Championships 1932 Los Angeles, USA Singolare - Doppio            |                                           |                            |               |                     |
| 2 maggio  | Hurlingham Hard Court Championships 1932 Hurlingham, Gran Bretagna Singolare - Doppio | John Olliff                               | Irving Wheatcroft          |               |                     |
| 2 maggio  | Hurlingham Hard Court Championships 1932 Hurlingham, Gran Bretagna Singolare - Doppio |                                           |                            |               |                     |
| 4 maggio  | Internazionali d'Italia 1932 Milano, Italia Singolare - Doppio                        | André Merlin 6-1 5-7 6-0 8-6              | Pat Hughes                 |               |                     |
| 4 maggio  | Internazionali d'Italia 1932 Milano, Italia Singolare - Doppio                        | Pat Hughes Giorgio De Stefani 6-2, 6-2, 4 | Jacques Bonte André Merlin |               |                     |
| 4 maggio  | Harrogate Hard Court Championships 1932 Harrogate, Gran Bretagna Singolare - Doppio   | Fred Perry 6-4 6-4                        | William Powell             |               |                     |
| 4 maggio  | Harrogate Hard Court Championships 1932 Harrogate, Gran Bretagna Singolare - Doppio   |                                           |                            |               |                     |
| 13 maggio | The Priory 1932 Birmingham, Gran Bretagna Singolare - Doppio                          | Eskell D. Andrews 6-2 ret                 | Keats Lester               |               |                     |
| 13 maggio | The Priory 1932 Birmingham, Gran Bretagna Singolare - Doppio                          |                                           |                            |               |                     |
| 16 maggio | North Side Championships 1932 University Heights, USA Singolare - Doppio              | Gilbert Hall 6-4 6-3 6-2                  | Richard Berkeley Bell      |               |                     |
| 16 maggio | North Side Championships 1932 University Heights, USA Singolare - Doppio              |                                           |                            |               |                     |
| 16 maggio | Westchester Country Club Championships 1932 Briarcliff Manor, USA Singolare - Doppio  | Eugene McCauliff 7-5 6-3 6-4              | Richard Berkeley Bell      |               |                     |
| 16 maggio | Westchester Country Club Championships 1932 Briarcliff Manor, USA Singolare - Doppio  |                                           |                            |               |                     |
| 16 maggio | Berlin Championships 1932 Berlino, Germania Singolare - Doppio                        | Roderick Menzel 6-4 6-3 6-3               | Jacques Brugnon            |               |                     |
| 16 maggio | Berlin Championships 1932 Berlino, Germania Singolare - Doppio                        |                                           |                            |               |                     |
| 21 maggio | Surrey Championships 1932 Surbiton, Gran Bretagna Singolare - Doppio                  | Nigel Sharpe 7-5 6-3                      | Iwao Aoki                  |               |                     |
| 21 maggio | Surrey Championships 1932 Surbiton, Gran Bretagna Singolare - Doppio                  |                                           |                            |               |                     |
| 23 maggio | Middlesex Championships 1932 Chiswick Park, Gran Bretagna Singolare - Doppio          | Kenneth Gandar-Dower 6-3 6-8 6-2          | David H. Williams          |               |                     |
| 23 maggio | Middlesex Championships 1932 Chiswick Park, Gran Bretagna Singolare - Doppio          |                                           |                            |               |                     |
| 28 maggio | Connecticut State Championships 1932 New Haven, USA Singolare - Doppio                | Alfred Chapin 6-4 1-6 3-6 6-2 6-2         | H. Holbrook Hyde           |               |                     |
| 28 maggio | Connecticut State Championships 1932 New Haven, USA Singolare - Doppio                |                                           |                            |               |                     |
| 30 maggio | Torneo di Saint George's Hill 1932 Weybridge, Gran Bretagna Singolare - Doppio        | Frank H.D. Wilde 6-3 6-1                  | Colin N.O. Ritchie         |               |                     |
| 30 maggio | Torneo di Saint George's Hill 1932 Weybridge, Gran Bretagna Singolare - Doppio        |                                           |                            |               |                     |
| 30 maggio | Orange Club Championships 1932 South Orange, USA Singolare - Doppio                   | D. Jones 5-7 6-4 6-3 11-9                 | Richard Berkeley Bell      |               |                     |
| 30 maggio | Orange Club Championships 1932 South Orange, USA Singolare - Doppio                   |                                           |                            |               |                     |
| 30 maggio | Northern Championships 1932 Liverpool, Gran Bretagna Singolare - Doppio               | Hendrik Timmer 4-6 6-2 6-4 6-1            | Nigel Sharpe               |               |                     |
| 30 maggio | Northern Championships 1932 Liverpool, Gran Bretagna Singolare - Doppio               |                                           |                            |               |                     |

### Giugno
| Settimana | Torneo                                                                        | Vincitore                                       | Finalista                               | Semifinalisti | Eliminati ai quarti |
| --------- | ----------------------------------------------------------------------------- | ----------------------------------------------- | --------------------------------------- | ------------- | ------------------- |
| giugno    | Wiesbaden Championships 1932 Wiesbaden, Germania Singolare - Doppio           | Pat Hughes 6-2 ritiro                           | Charles Kingsley                        |               |                     |
| giugno    | Wiesbaden Championships 1932 Wiesbaden, Germania Singolare - Doppio           |                                                 |                                         |               |                     |
| giugno    | Tri-State Championships 1932 Cincinnati, USA Singolare - Doppio               | George Lott 5-7 6-2 4-6 6-0 6-3                 | Frank Andrew Parker                     |               |                     |
| giugno    | Tri-State Championships 1932 Cincinnati, USA Singolare - Doppio               | Fred Mercur J. Gilbert Hall 6-4, 6-0, 6-3       | Cranston Holman Reuben Holden           |               |                     |
| 5 giugno  | Austrian International Championships 1932 Vienna, Austria Singolare - Doppio  | Emmanuel du Plaix walkover                      | Roderick Menzel                         |               |                     |
| 5 giugno  | Austrian International Championships 1932 Vienna, Austria Singolare - Doppio  |                                                 |                                         |               |                     |
| 6 giugno  | Internazionali di Francia 1932 Parigi, Francia Singolare - Doppio             | Henri Cochet 6-0 6-4 4-6 6-3                    | Giorgio De Stefani                      |               |                     |
| 6 giugno  | Internazionali di Francia 1932 Parigi, Francia Singolare - Doppio             | Henri Cochet Jacques Brugnon 6-4, 3-6, 7-5, 6-3 | Christian Boussus Marcel Bernard        |               |                     |
| 6 giugno  | Torneo di Formby 1932 Formby, Gran Bretagna Singolare - Doppio                | Harry Hopman 6-2 6-3                            | Clifford Sproule                        |               |                     |
| 6 giugno  | Torneo di Formby 1932 Formby, Gran Bretagna Singolare - Doppio                |                                                 |                                         |               |                     |
| 6 giugno  | Kent Championships 1932 Beckenham, Gran Bretagna Singolare - Doppio           | Ted Avory 6-1 6-4                               | Eskel Dundas Andrews                    |               |                     |
| 6 giugno  | Kent Championships 1932 Beckenham, Gran Bretagna Singolare - Doppio           |                                                 |                                         |               |                     |
| 11 giugno | Metropolitan Clay Court Championships 1932 New York, USA Singolare - Doppio   | Julius Seligson                                 | Melvin Partridge                        |               |                     |
| 11 giugno | Metropolitan Clay Court Championships 1932 New York, USA Singolare - Doppio   |                                                 |                                         |               |                     |
| 12 giugno | Middle States Championships 1932 Filadelfia, USA Singolare - Doppio           | Eugene McCauliff 6-0 6-2 6-2                    | Carl Fischer                            |               |                     |
| 12 giugno | Middle States Championships 1932 Filadelfia, USA Singolare - Doppio           |                                                 |                                         |               |                     |
| 12 giugno | U.S. Men's Clay Court Championships 1932 Memphis, USA Singolare - Doppio      | George Lott 3-6 6-2 3-6 6-3 6-3                 | Bryan Grant                             |               |                     |
| 12 giugno | U.S. Men's Clay Court Championships 1932 Memphis, USA Singolare - Doppio      | George M. Lott Bryan "Bitsy" Grant              |                                         |               |                     |
| 12 giugno | New England Championships 1932 Hartford, USA Singolare - Doppio               | Gilbert Hall                                    | D.N. Jones                              |               |                     |
| 12 giugno | New England Championships 1932 Hartford, USA Singolare - Doppio               |                                                 |                                         |               |                     |
| 13 giugno | Swiss International Championships 1932 Montreux, Svizzera Singolare - Doppio  | Philippe Gajan 6-3 1-6 12-10 9-7                | Max Ellmer                              |               |                     |
| 13 giugno | Swiss International Championships 1932 Montreux, Svizzera Singolare - Doppio  |                                                 |                                         |               |                     |
| 13 giugno | Queen's Club Championships 1932 Londra, Gran Bretagna Singolare - Doppio      | Jack Crawford 1-6 6-3 6-3 6-4                   | Hendrik Timmer                          |               |                     |
| 13 giugno | Queen's Club Championships 1932 Londra, Gran Bretagna Singolare - Doppio      |                                                 |                                         |               |                     |
| 17 giugno | Delaware State Championships 1932 Wilmington, USA Singolare - Doppio          | Eugene McCauliff 6-0 6-2 6-3                    | Clifford Sutter                         |               |                     |
| 17 giugno | Delaware State Championships 1932 Wilmington, USA Singolare - Doppio          |                                                 |                                         |               |                     |
| 26 giugno | Western Championships 1932 Chicago, USA Singolare - Doppio                    | Frank Andrew Parker 2-6 7-5 6-4 6-2             | Lester Stoefen                          |               |                     |
| 26 giugno | Western Championships 1932 Chicago, USA Singolare - Doppio                    |                                                 |                                         |               |                     |
| 26 giugno | French Pro Championship 1932 Parigi, Francia Terra rossa Singolare - Doppio   | Martin Plaa Round robin finale                  | Robert Ramillon Alfred Estrabeau Tissot |               |                     |
| 26 giugno | French Pro Championship 1932 Parigi, Francia Terra rossa Singolare - Doppio   |                                                 |                                         |               |                     |
| 27 giugno | Eastern Clay Court Championships 1932 Jackson Heights, USA Singolare - Doppio | Richard Berkeley Bell 4-6 7-5 8-6 6-4           | Lawrence Kurzrok                        |               |                     |
| 27 giugno | Eastern Clay Court Championships 1932 Jackson Heights, USA Singolare - Doppio |                                                 |                                         |               |                     |

### Luglio
| Settimana | Torneo                                                                                           | Vincitore                                            | Finalista                   | Semifinalisti | Eliminati ai quarti |
| --------- | ------------------------------------------------------------------------------------------------ | ---------------------------------------------------- | --------------------------- | ------------- | ------------------- |
| luglio    | Northwestern Championships 1932 Seattle, USA Singolare - Doppio                                  | Lester Stoefen                                       | non conosciuta (bandiera)   |               |                     |
| luglio    | Northwestern Championships 1932 Seattle, USA Singolare - Doppio                                  |                                                      |                             |               |                     |
| 2 luglio  | Torneo di Wimbledon 1932 Londra, Gran Bretagna Erba Singolare - Doppio                           | Ellsworth Vines 6-4 6-2 6-0                          | Bunny Henry Austin          |               |                     |
| 2 luglio  | Torneo di Wimbledon 1932 Londra, Gran Bretagna Erba Singolare - Doppio                           | Jean Borotra Jacques Brugnon 6-0, 4-6, 3-6, 7-5, 7-5 | Pat Hughes Fred Perry       |               |                     |
| 2 luglio  | Atlantic Coast Invitational 1932 Atlantic City, USA Singolare - Doppio                           | Sutter 6-3 6-2 6-2                                   | Samuel Gilpin               |               |                     |
| 2 luglio  | Atlantic Coast Invitational 1932 Atlantic City, USA Singolare - Doppio                           |                                                      |                             |               |                     |
| 3 luglio  | New Jersey State Championships 1932 Montclair, USA Singolare - Doppio                            | R. Murphy                                            | Jerry Lang                  |               |                     |
| 3 luglio  | New Jersey State Championships 1932 Montclair, USA Singolare - Doppio                            |                                                      |                             |               |                     |
| 4 luglio  | Nassau Bowl 1932 Glen Cove, USA Singolare - Doppio                                               | Eugene McCauliff                                     | Jack Tidball                |               |                     |
| 4 luglio  | Nassau Bowl 1932 Glen Cove, USA Singolare - Doppio                                               |                                                      |                             |               |                     |
| 4 luglio  | East of England Championships 1932 Felixstowe, Gran Bretagna Singolare - Doppio                  | George Godsell 8-6 6-3                               | George Fletcher             |               |                     |
| 4 luglio  | East of England Championships 1932 Felixstowe, Gran Bretagna Singolare - Doppio                  |                                                      |                             |               |                     |
| 4 luglio  | Torneo di Cleveland 1932 Cleveland, USA Singolare - Doppio                                       | Lester Stoefen                                       | Frank Andrew Parker         |               |                     |
| 4 luglio  | Torneo di Cleveland 1932 Cleveland, USA Singolare - Doppio                                       |                                                      |                             |               |                     |
| 7 luglio  | Welsh Championships 1932 Newport, Gran Bretagna Singolare - Doppio                               | Ignacy Tloczynski 6-3 7-5 7-5                        | William Henry Powell        |               |                     |
| 7 luglio  | Welsh Championships 1932 Newport, Gran Bretagna Singolare - Doppio                               |                                                      |                             |               |                     |
| 10 luglio | Rhode Island State Championships 1932 Providence, USA Singolare - Doppio                         | Keith Gledhill 6-3 6-2 6-4                           | Richard Berkeley Bell       |               |                     |
| 10 luglio | Rhode Island State Championships 1932 Providence, USA Singolare - Doppio                         |                                                      |                             |               |                     |
| 10 luglio | Dutch International Championships 1932 Noordwijk, Paesi Bassi Singolare - Doppio                 | Bela von Kehrling 7-5 9-7 3-6 6-4                    | Hendrik Timmer              |               |                     |
| 10 luglio | Dutch International Championships 1932 Noordwijk, Paesi Bassi Singolare - Doppio                 |                                                      |                             |               |                     |
| 10 luglio | Southern Championships 1932 Memphis, USA Singolare - Doppio                                      | Clifford Sutter 7-5 3-6 1-6 6-1 6-4                  | Bryan Grant                 |               |                     |
| 10 luglio | Southern Championships 1932 Memphis, USA Singolare - Doppio                                      |                                                      |                             |               |                     |
| 10 luglio | Midland Counties Championships 1932 Edgbaston, Gran Bretagna Singolare - Doppio                  | John Olliff 1-6 6-4 2-0 ritiro                       | Antoine Gentien             |               |                     |
| 10 luglio | Midland Counties Championships 1932 Edgbaston, Gran Bretagna Singolare - Doppio                  |                                                      |                             |               |                     |
| 10 luglio | Irish Championships 1932 Dublino, Irlanda Singolare - Doppio                                     | Sidney Wood 3-6 6-4 9-11 6-3 6-0                     | Gregory Mangin              |               |                     |
| 10 luglio | Irish Championships 1932 Dublino, Irlanda Singolare - Doppio                                     |                                                      |                             |               |                     |
| 11 luglio | Scottish Championships 1932 Peebles, Gran Bretagna Singolare - Doppio                            | Ted Avory 6-2 7-5 6-8 6-3                            | Colin N.O. Ritchie          |               |                     |
| 11 luglio | Scottish Championships 1932 Peebles, Gran Bretagna Singolare - Doppio                            |                                                      |                             |               |                     |
| 11 luglio | Herga Lawn Tennis Club Championships 1932 Harrow, Gran Bretagna Singolare - Doppio               | Fred Perry 6-4 4-6 8-6 4-6 6-2                       | Takeo Kuwabara              |               |                     |
| 11 luglio | Herga Lawn Tennis Club Championships 1932 Harrow, Gran Bretagna Singolare - Doppio               |                                                      |                             |               |                     |
| 11 luglio | Torneo di Frinton-on-Sea 1932 Frinton-on-Sea, Gran Bretagna Singolare - Doppio                   | Anker Jacobsen 7-5 1-6 6-2                           | Edward McGuire              |               |                     |
| 11 luglio | Torneo di Frinton-on-Sea 1932 Frinton-on-Sea, Gran Bretagna Singolare - Doppio                   |                                                      |                             |               |                     |
| 11 luglio | Longwood Bowl 1932 Brookline, USA Singolare - Doppio                                             | Jones 6-3 6-4 6-1                                    | Jack Tidball                |               |                     |
| 11 luglio | Longwood Bowl 1932 Brookline, USA Singolare - Doppio                                             |                                                      |                             |               |                     |
| 16 luglio | Torneo di La Jolla 1932 La Jolla, USA Singolare - Doppio                                         | Gerald Bartosh                                       | Bob Brashear                |               |                     |
| 16 luglio | Torneo di La Jolla 1932 La Jolla, USA Singolare - Doppio                                         |                                                      |                             |               |                     |
| 17 luglio | West New Jersey Championships 1932 Moorestown, USA Singolare - Doppio                            | Samuel Gilpin                                        | Carl Fischer                |               |                     |
| 17 luglio | West New Jersey Championships 1932 Moorestown, USA Singolare - Doppio                            |                                                      |                             |               |                     |
| 18 luglio | British Columbia Hard Court Championships 1932 Vancouver, Canada Singolare - Doppio              | Henry J. Prusoff 7-5 2-6 6-1 6-3                     | John Murio                  |               |                     |
| 18 luglio | British Columbia Hard Court Championships 1932 Vancouver, Canada Singolare - Doppio              |                                                      |                             |               |                     |
| 20 luglio | Torneo di Sheffield & Hallamshire 1932 Sheffield - Hallamshire, Gran Bretagna Singolare - Doppio | Jiro Satoh 6-4 6-1                                   | Takeo Kuwabara              |               |                     |
| 20 luglio | Torneo di Sheffield & Hallamshire 1932 Sheffield - Hallamshire, Gran Bretagna Singolare - Doppio |                                                      |                             |               |                     |
| 23 luglio | North Carolina Championships 1932 Asheville, USA Singolare - Doppio                              | Frank Andrew Parker                                  | Teddy Burwell               |               |                     |
| 23 luglio | North Carolina Championships 1932 Asheville, USA Singolare - Doppio                              |                                                      |                             |               |                     |
| 24 luglio | Crescent Invitational 1932 Huntington, USA Singolare - Doppio                                    | Sutter 6-2 6-1 6-1                                   | Keith Gledhill              |               |                     |
| 24 luglio | Crescent Invitational 1932 Huntington, USA Singolare - Doppio                                    |                                                      |                             |               |                     |
| 28 luglio | Lake Placid Club Championships 1932 Lake Placid, USA Singolare - Doppio                          | Horton 6-0 6-8 6-3 6-4                               | H. Holbrook Hyde            |               |                     |
| 28 luglio | Lake Placid Club Championships 1932 Lake Placid, USA Singolare - Doppio                          |                                                      |                             |               |                     |
| 30 luglio | Canadian Championships 1932 Ottawa, Canada Singolare - Doppio                                    | Frank Andrew Parker 2-6 6-1 7-5 6-2                  | George Lott                 |               |                     |
| 30 luglio | Canadian Championships 1932 Ottawa, Canada Singolare - Doppio                                    | George Lott Marcel Rainville 7-5, 6-4, 4-6, 6-1      | Walter Martin Gilbert Nunns |               |                     |
| 31 luglio | U.S. Pro Tennis Championships 1932 Chicago, USA Terra rossa Singolare - Doppio                   | Karel Koželuh 6-2, 6-3, 7-5                          | Hans Nüsslein               |               |                     |
| 31 luglio | U.S. Pro Tennis Championships 1932 Chicago, USA Terra rossa Singolare - Doppio                   | Bruce Barnes Bill Tilden 3 set a 0                   | Karel Koželuh Albert Burke  |               |                     |
| 31 luglio | Seabright Invitational 1932 Seabright, USA Singolare - Doppio                                    | Gregory Mangin 1-6 6-2 6-2 6-4                       | Sidney Wood                 |               |                     |
| 31 luglio | Seabright Invitational 1932 Seabright, USA Singolare - Doppio                                    |                                                      |                             |               |                     |

### Agosto
| Settimana | Torneo                                                                                    | Vincitore                                    | Finalista                   | Semifinalisti | Eliminati ai quarti |
| --------- | ----------------------------------------------------------------------------------------- | -------------------------------------------- | --------------------------- | ------------- | ------------------- |
| agosto    | Torneo di Villa d'Este 1932 Villa d'Este, Italia Singolare - Doppio                       | Christian Boussus 1-6 1-6 10-8 6-4 6-1       | André Merlin                |               |                     |
| agosto    | Torneo di Villa d'Este 1932 Villa d'Este, Italia Singolare - Doppio                       |                                              |                             |               |                     |
| agosto    | Luzern Championships 1932 Lucerna, Svizzera Terra rossa Singolare - Doppio                | Gottfried von Cramm 4-6 7-5 8-10 6-1 6-0     | Louis Haensch               |               |                     |
| agosto    | Luzern Championships 1932 Lucerna, Svizzera Terra rossa Singolare - Doppio                |                                              |                             |               |                     |
| agosto    | Le Touquet First Meeting 1932 Le Touquet, Francia Singolare - Doppio                      | André Martin Legeay 6-4 1-6 6-1 3-5 ritiro   | Paul Féret                  |               |                     |
| agosto    | Le Touquet First Meeting 1932 Le Touquet, Francia Singolare - Doppio                      |                                              |                             |               |                     |
| agosto    | Queensland Championships 1932 Brisbane, Australia Singolare - Doppio                      | Edgar Moon 7-5 6-3 6-2                       | Vivian McGrath              |               |                     |
| agosto    | Queensland Championships 1932 Brisbane, Australia Singolare - Doppio                      |                                              |                             |               |                     |
| 1º agosto | Southampton Invitation 1932 Southampton, USA Singolare - Doppio                           | Sidney Wood 4-6 6-2 6-3 1214 7-5             | Gregory Mangin              |               |                     |
| 1º agosto | Southampton Invitation 1932 Southampton, USA Singolare - Doppio                           |                                              |                             |               |                     |
| 1º agosto | Suffolk Championships 1932 Saxmundham, Gran Bretagna Singolare - Doppio                   | Jimmy Reddall 2-6 6-4 6-4                    | Brian Finnigan              |               |                     |
| 1º agosto | Suffolk Championships 1932 Saxmundham, Gran Bretagna Singolare - Doppio                   |                                              |                             |               |                     |
| 1º agosto | Hampshire Championships 1932 Bournemouth, Gran Bretagna Singolare - Doppio                | Henry Gillibrand Elwin Evered 6-1 6-4        | Taylor                      |               |                     |
| 1º agosto | Hampshire Championships 1932 Bournemouth, Gran Bretagna Singolare - Doppio                |                                              |                             |               |                     |
| 6 agosto  | Eastern Grass Court Championships 1932 Rye, USA Singolare - Doppio                        | Sutter 6-4 4-6 6-3 6-0                       | Gregory Mangin              |               |                     |
| 6 agosto  | Eastern Grass Court Championships 1932 Rye, USA Singolare - Doppio                        |                                              |                             |               |                     |
| 7 agosto  | Eastern States Clay Court Championships 1932 Springfield, USA Singolare - Doppio          | Samuel Gilpin                                | Gabriel Lavine              |               |                     |
| 7 agosto  | Eastern States Clay Court Championships 1932 Springfield, USA Singolare - Doppio          |                                              |                             |               |                     |
| 8 agosto  | Derbyshire Championships 1932 Buxton, Gran Bretagna Singolare - Doppio                    | James Giesen 6-4 5-7 6-4                     | Colin N.O. Ritchie          |               |                     |
| 8 agosto  | Derbyshire Championships 1932 Buxton, Gran Bretagna Singolare - Doppio                    |                                              |                             |               |                     |
| 13 agosto | Spring Lake Invitation 1932 Spring Lake, USA Singolare - Doppio                           | George Lott 6-2 10-8 6-4                     | D.N. Jones                  |               |                     |
| 13 agosto | Spring Lake Invitation 1932 Spring Lake, USA Singolare - Doppio                           |                                              |                             |               |                     |
| 14 agosto | German Championships 1932 Amburgo, Germania Singolare - Doppio                            | Gottfried von Cramm 3-6 6-2 6-2 6-3          | Roderick Menzel             |               |                     |
| 14 agosto | German Championships 1932 Amburgo, Germania Singolare - Doppio                            |                                              |                             |               |                     |
| 15 agosto | North of England Championships 1932 Scarborough, Gran Bretagna Singolare - Doppio         | George Lyttleton Rogers 6-2 3-6 6-1          | Atri-Madan Mohan            |               |                     |
| 15 agosto | North of England Championships 1932 Scarborough, Gran Bretagna Singolare - Doppio         |                                              |                             |               |                     |
| 15 agosto | Newport Casino Trophy 1932 Newport, USA Singolare - Doppio                                | Ellsworth Vines 6-4 6-3 6-3                  | Wilmer Allison              |               |                     |
| 15 agosto | Newport Casino Trophy 1932 Newport, USA Singolare - Doppio                                |                                              |                             |               |                     |
| 15 agosto | West Sussex Championships 1932 Bognor Regis, Gran Bretagna Singolare - Doppio             | Bean 8-10 8-6 6-3                            | Leader                      |               |                     |
| 15 agosto | West Sussex Championships 1932 Bognor Regis, Gran Bretagna Singolare - Doppio             |                                              |                             |               |                     |
| 21 agosto | U.S. National Championships 1932 New York, USA Singolare - Doppio                         | Ellsworth Vines 6-4 6-4 6-4                  | Henri Cochet                |               |                     |
| 21 agosto | U.S. National Championships 1932 New York, USA Singolare - Doppio                         | Ellsworth Vines Keith Gledhill 6-4, 6-3, 6-2 | Wilmer Allison John Van Ryn |               |                     |
| 22 agosto | Torneo di Hastings 1932 Hastings, Gran Bretagna Singolare - Doppio                        | George Lyttleton Rogers 6-1 4-6 9-7          | Atri-Madan Mohan            |               |                     |
| 22 agosto | Torneo di Hastings 1932 Hastings, Gran Bretagna Singolare - Doppio                        |                                              |                             |               |                     |
| 28 agosto | Yugoslavian International Championships 1932 Zagabria, Jugoslavia Singolare - Doppio      | Franjo Kukuljevic 6-2 6-1 5-7 0-6 6-4        | Franjo Punčec               |               |                     |
| 28 agosto | Yugoslavian International Championships 1932 Zagabria, Jugoslavia Singolare - Doppio      |                                              |                             |               |                     |
| 28 agosto | Polish International Championships 1932 Varsavia, Polonia Singolare - Doppio              | Jozef Hebda 6-4 6-3 4-6 6-4                  | Ignacy Tloczynski           |               |                     |
| 28 agosto | Polish International Championships 1932 Varsavia, Polonia Singolare - Doppio              |                                              |                             |               |                     |
| 29 agosto | Torneo di Venezia 1932 Venezia, Italia Singolare - Doppio                                 | Pat Hughes 4-6 5-7 6-3 6-1 6-2               | Bela von Kehrling           |               |                     |
| 29 agosto | Torneo di Venezia 1932 Venezia, Italia Singolare - Doppio                                 |                                              |                             |               |                     |
| 29 agosto | Czechoslovakian International Championships 1932 Praga, Cecoslovacchia Singolare - Doppio | Uberto De Morpurgo 6-4 6-3 4-6 6-3           | Pavel Macenauer             |               |                     |
| 29 agosto | Czechoslovakian International Championships 1932 Praga, Cecoslovacchia Singolare - Doppio |                                              |                             |               |                     |
| 29 agosto | Cinque Ports Championships 1932 Folkestone, Gran Bretagna Singolare - Doppio              | George Lyttleton Rogers 6-1 3-6 7-5          | Atri-Madan Mohan            |               |                     |
| 29 agosto | Cinque Ports Championships 1932 Folkestone, Gran Bretagna Singolare - Doppio              |                                              |                             |               |                     |

### Settembre
| Settimana    | Torneo                                                                             | Vincitore                              | Finalista                              | Semifinalisti | Eliminati ai quarti |
| ------------ | ---------------------------------------------------------------------------------- | -------------------------------------- | -------------------------------------- | ------------- | ------------------- |
| settembre    | Montreux Territet Tournament 1932 Montreux, Svizzera Singolare - Doppio            | Daniel Prenn 6-1 6-2 4-6 6-2           | Jean Wuarin                            |               |                     |
| settembre    | Montreux Territet Tournament 1932 Montreux, Svizzera Singolare - Doppio            |                                        |                                        |               |                     |
| settembre    | Torneo di Merano 1932 Merano, Italia Singolare - Doppio                            | Roderick Menzel 8-6 7-9 ritiro         | Franz-Wilhelm Matejka                  |               |                     |
| settembre    | Torneo di Merano 1932 Merano, Italia Singolare - Doppio                            |                                        |                                        |               |                     |
| settembre    | Torneo di Lugano 1932 Lugano, Italia Singolare - Doppio                            | Roderick Menzel 6-1 6-3 6-3            | Charles Aeschliman                     |               |                     |
| settembre    | Torneo di Lugano 1932 Lugano, Italia Singolare - Doppio                            |                                        |                                        |               |                     |
| settembre    | Le Touquet Second Meeting 1932 Le Touquet, Francia Singolare - Doppio              | André Martin Legeay                    | Paul de Borman                         |               |                     |
| settembre    | Le Touquet Second Meeting 1932 Le Touquet, Francia Singolare - Doppio              |                                        |                                        |               |                     |
| settembre    | Torneo di Bruxelles 1932 Bruxelles, Belgio Singolare - Doppio                      | André Martin Legeay 6-1 7-5            | Pierre Goldschmidt                     |               |                     |
| settembre    | Torneo di Bruxelles 1932 Bruxelles, Belgio Singolare - Doppio                      |                                        |                                        |               |                     |
| settembre    | Torneo di Baden-Baden 1932 Baden Baden, Germania Singolare - Doppio                | Jacques Brugnon 6-3 6-2 6-4            | Pat Hughes                             |               |                     |
| settembre    | Torneo di Baden-Baden 1932 Baden Baden, Germania Singolare - Doppio                |                                        |                                        |               |                     |
| settembre    | British Pro Championships 1932 Eastbourne, Gran Bretagna Singolare - Doppio        | Dan Maskell                            | non conosciuta (bandiera)              |               |                     |
| settembre    | British Pro Championships 1932 Eastbourne, Gran Bretagna Singolare - Doppio        |                                        |                                        |               |                     |
| settembre    | Montreux Territet Tournament 2 1932 Montreux, Svizzera Singolare - Doppio          | Fisher 6-1 6-2 4-6 6-2                 | Boris Maneff                           |               |                     |
| settembre    | Montreux Territet Tournament 2 1932 Montreux, Svizzera Singolare - Doppio          |                                        |                                        |               |                     |
| 5 settembre  | South of England Championships 1932 Eastbourne, Gran Bretagna Singolare - Doppio   | George Lyttleton Rogers 6-8 6-3 6-4    | Atri-Madan Mohan                       |               |                     |
| 5 settembre  | South of England Championships 1932 Eastbourne, Gran Bretagna Singolare - Doppio   |                                        |                                        |               |                     |
| 11 settembre | Hungarian International Championships 1932 Budapest, Ungheria Singolare - Doppio   | Bela von Kehrling 6-2 6-3 5-7 6-4      | Emil Gabrowitz                         |               |                     |
| 11 settembre | Hungarian International Championships 1932 Budapest, Ungheria Singolare - Doppio   |                                        |                                        |               |                     |
| 18 settembre | Pennsylvania State Clay Court Championships 1932 Allentown, USA Singolare - Doppio | George Lott 6-0 6-0 6-3                | Richard Berkeley Bell                  |               |                     |
| 18 settembre | Pennsylvania State Clay Court Championships 1932 Allentown, USA Singolare - Doppio |                                        |                                        |               |                     |
| 25 settembre | World Pro Championships 1932 Berlino, Germania Terra rossa Singolare - Doppio      | Martin Plaa Round robin finale         | Bill Tilden Albert Burke Hans Nüsslein |               |                     |
| 25 settembre | World Pro Championships 1932 Berlino, Germania Terra rossa Singolare - Doppio      | Albert Burke Karel Koželuh 8-6 6-3 6-3 | Bill Tilden Bruce Barnes               |               |                     |
| 26 settembre | Pacific Southwest Championships 1932 Los Angeles, USA Cemento Singolare - Doppio   | Fred Perry 6-2 6-4 7-5                 | Jiro Satoh                             |               |                     |
| 26 settembre | Pacific Southwest Championships 1932 Los Angeles, USA Cemento Singolare - Doppio   |                                        |                                        |               |                     |
| 29 settembre | Felixstowe Autumn Meeting 1932 Felixstowe, Gran Bretagna Singolare - Doppio        | Cam Malfroy 6-4 6-4                    | David H. Williams                      |               |                     |
| 29 settembre | Felixstowe Autumn Meeting 1932 Felixstowe, Gran Bretagna Singolare - Doppio        |                                        |                                        |               |                     |

### Ottobre
| Settimana  | Torneo                                                                             | Vincitore                             | Finalista                 | Semifinalisti | Eliminati ai quarti |
| ---------- | ---------------------------------------------------------------------------------- | ------------------------------------- | ------------------------- | ------------- | ------------------- |
| 2 ottobre  | Pacific Coast Championships 1932 San Francisco, USA Singolare - Doppio             | Fred Perry 3-6 6-4 8-6 6-1            | Bunny Henry Austin        |               |                     |
| 2 ottobre  | Pacific Coast Championships 1932 San Francisco, USA Singolare - Doppio             | Phil Neer Ed Levy 6-1 6-1 0-6 1-6 6-3 | Jiro Satoh Takeo Kuwabara |               |                     |
| 3 ottobre  | Sleepy Hollow Bowl 1932 Terrytown, USA Singolare - Doppio                          | Francis Shields                       | Gilbert Hall              |               |                     |
| 3 ottobre  | Sleepy Hollow Bowl 1932 Terrytown, USA Singolare - Doppio                          |                                       |                           |               |                     |
| 8 ottobre  | Hot Springs Fall Championships 1932 Hot Springs, USA Singolare - Doppio            | Gilbert Hall 6-4 6-1 6-4              | McPherson                 |               |                     |
| 8 ottobre  | Hot Springs Fall Championships 1932 Hot Springs, USA Singolare - Doppio            |                                       |                           |               |                     |
| 10 ottobre | British Covered Court Championships 1932 Londra, Gran Bretagna Singolare - Doppio  | Jean Borotra 6-2 6-3 6-3              | Harry G. Lee              |               |                     |
| 10 ottobre | British Covered Court Championships 1932 Londra, Gran Bretagna Singolare - Doppio  |                                       |                           |               |                     |
| 14 ottobre | Greenbrier Autumn Championships 1932 White Sulphur Springs, USA Singolare - Doppio | Gregory Mangin 6-2 6-4 6-4            | Gilbert Hall              |               |                     |
| 14 ottobre | Greenbrier Autumn Championships 1932 White Sulphur Springs, USA Singolare - Doppio |                                       |                           |               |                     |

### Novembre
| Settimana   | Torneo                                                                     | Vincitore                                | Finalista                      | Semifinalisti | Eliminati ai quarti |
| ----------- | -------------------------------------------------------------------------- | ---------------------------------------- | ------------------------------ | ------------- | ------------------- |
| Novembre    | Swiss Covered Court Championships 1932 Zurigo, Svizzera Singolare - Doppio | Jacques Brugnon 9-7 6-1 6-2              | Antoine Gentien                |               |                     |
| Novembre    | Swiss Covered Court Championships 1932 Zurigo, Svizzera Singolare - Doppio |                                          |                                |               |                     |
| Novembre    | Coupe Porée 1932 Parigi, Francia Singolare - Doppio                        | Christian Boussus 2-6 6-3 6-1 6-2        | Paul Féret                     |               |                     |
| Novembre    | Coupe Porée 1932 Parigi, Francia Singolare - Doppio                        |                                          |                                |               |                     |
| Novembre    | Tennis Club de Paris Tournament 1932 Parigi, Francia Singolare - Doppio    | 8-6 7-5 4-6 6-4                          | André Merlin                   |               |                     |
| Novembre    | Tennis Club de Paris Tournament 1932 Parigi, Francia Singolare - Doppio    |                                          |                                |               |                     |
| 19 novembre | New South Wales Championships 1932 Sydney, Australia Singolare - Doppio    | Ellsworth Vines 4-6 6-1 2-6 6-4 7-5      | Wilmer Allison                 |               |                     |
| 19 novembre | New South Wales Championships 1932 Sydney, Australia Singolare - Doppio    | Wilmer Allison John Van Ryn 7-5 10-8 6-4 | Ellsworth Vines Keith Gledhill |               |                     |
| 27 novembre | Japanese Championships 1932 Tokyo, Giappone Singolare - Doppio             | Ryōsuke Nunoi 5-7 6-2 2-6 6-4 6-1        | Jiro Satoh                     |               |                     |
| 27 novembre | Japanese Championships 1932 Tokyo, Giappone Singolare - Doppio             |                                          |                                |               |                     |

### Dicembre
| Settimana   | Torneo                                                                      | Vincitore                            | Finalista       | Semifinalisti | Eliminati ai quarti |
| ----------- | --------------------------------------------------------------------------- | ------------------------------------ | --------------- | ------------- | ------------------- |
| dicembre    | New Zealand Championships 1932 Wellington, Nuova Zelanda Singolare - Doppio | Eskel Dundas Andrews 6-0 6-4 2-6 6-3 | Cam Malfroy     |               |                     |
| dicembre    | New Zealand Championships 1932 Wellington, Nuova Zelanda Singolare - Doppio | Cam Malfroy Ivan Seay                |                 |               |                     |
| dicembre    | Calcutta Championships 1932 Calcutta, India Singolare - Doppio              | Jiro Fujikura 3-6 3-6 6-1 7-5 6-0    | Ryuki Miki      |               |                     |
| dicembre    | Calcutta Championships 1932 Calcutta, India Singolare - Doppio              |                                      |                 |               |                     |
| 10 dicembre | Victorian Championships 1932 Melbourne, Australia Singolare - Doppio        | Jack Crawford 1-6 6-4 6-4 2-6 6-4    | Ellsworth Vines |               |                     |
| 10 dicembre | Victorian Championships 1932 Melbourne, Australia Singolare - Doppio        |                                      |                 |               |                     |

## Pro tour
Nel corso dell'anno si giocarono diversi tornei che facevano parte dei pro tour: un insieme di tornei composti da pochi partecipanti: da 2, 4 o 6 giocatori in cui i migliori tennisti si sfidavano in scontri diretti in varie località. Il vincitore del tour era il tennista che aveva un vantaggio nei testa a testa con gli altri giocatori.
| Data               | Località           | Nome del tour            | Partecipanti |
| ------------------ | ------------------ | ------------------------ | --- |
| 4 gennaio - luglio | Stati Uniti Canada | North American Tour 1932 | Bill Tilden Hans Nüsslein Albert Burke Vincent Richards Roman Najuch Allen Behr Emmett Pare Francis Hunter Karel Koželuh |